# Josip Anđelo Borovac
Josip Anđelo Borovac (Split, 1986.) hrvatski je intervencijski kardiolog. Godine 2025. postao je prvi europski dobitnik prestižne nagrade Mladi intervencijski kardiolog Društva za kardiovaskularnu angiografiju i intervencije (SCAI-a).

## Život
Rođen u Splitu, Borovac je stekao diplomu prvostupnika stanične biologije na Državnom sveučilištu u New Yorku (2011.) prije nego što je završio doktorat medicine na Medicinskom fakultetu Sveučilišta u Splitu (2018.). Doktorat iz kliničkih medicinskih znanosti obranio je 2020. godine istraživanjem biomarkera zatajenja srca.
Kao interventni kardiolog u Sveučilišnoj bolnici u Splitu, specijalizirao se za složene koronarne intervencije, uključujući kalcificirane lezije, bolest glavnog stabla lijeve koronarne arterije i kronične totalne okluzije. Njegova obuka uključivala je rotacije u vodećim ustanovama u Italiji i Ujedinjenom Kraljevstvu.
S h-indeksom od 26 i više od 2500 citata, Borovac je objavljivao u časopisima, uključujući The Lancet i European Heart Journal. Urednik je nekoliko recenziranih časopisa i vodi projekte temeljene na registru koje sponzorira Europsko kardiološko društvo. Ima stipendije Europskog kardiološkog društva (FESC-a) i Udruge za zatajenje srca (FHFA-e).
Njegovi klinički interesi uključuju: perkutanu koronarnu intervenciju, intrakoronarno snimanje, liječenje kardiogenog šoka i postupke kateterizacije desnog srca.